# تأثير الإيحاء

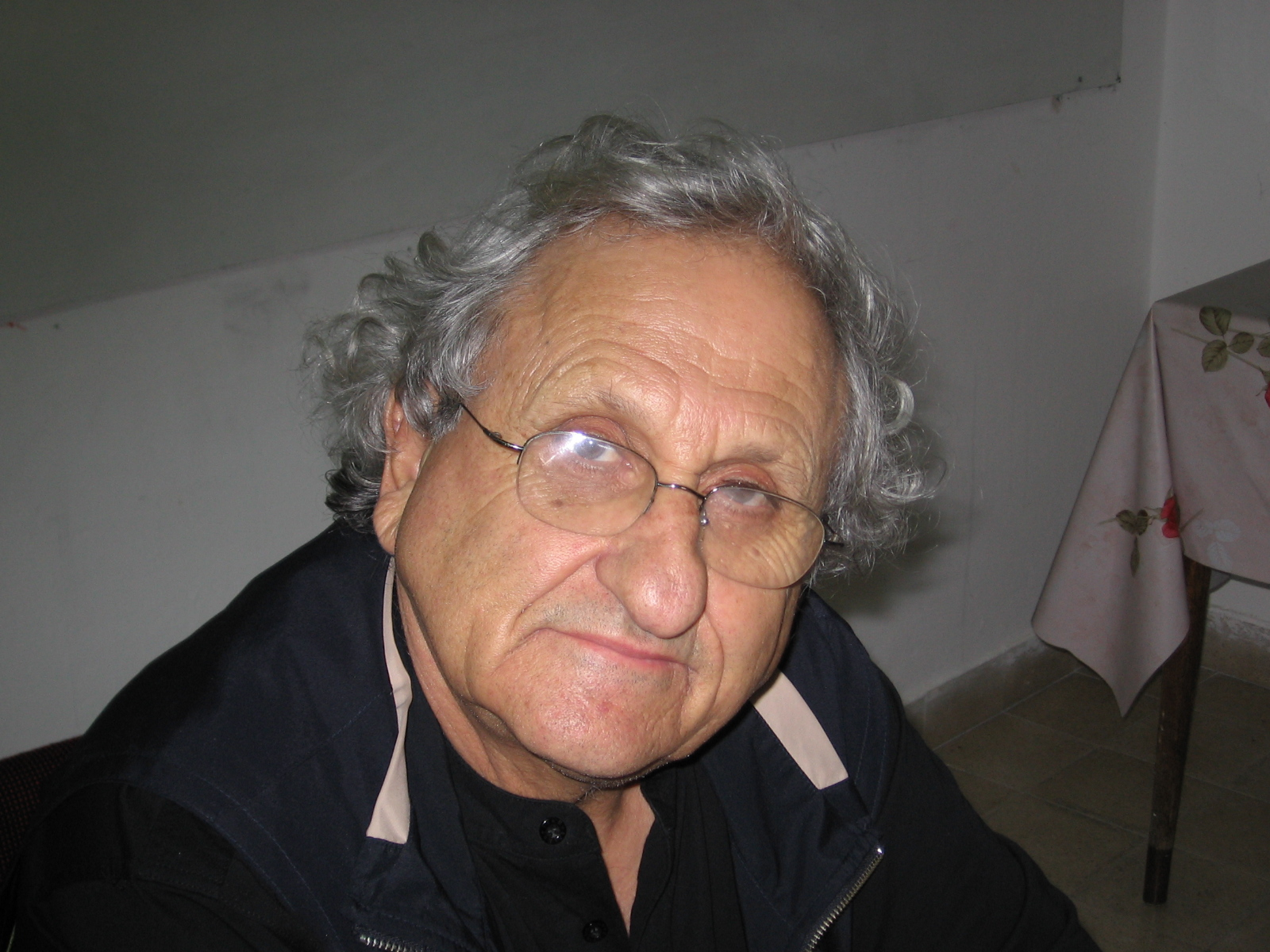

تأثير الإيحاء هو التصرف وقبول أفعال بناءً علي أراء الأخرين، حيث يتم تقديم معلومات خاطئة ولكنها قابلة للتصديق فيبدأ المرء بمليئ مجموعة من الفجوات بذاكرته بتلك المعلومات الخاطئة عند تذكر سيناريو ما أو لحظة معينة. حيث يستخدم للإيحاء اشارات لتشويه استعادة الذاكرة: فحينما يتم ذكر الحدث مرة أخري أو تكراره مع الشخص تبدأ ذاكرته بالتطابق مع الرسالة المتكررة.
يميل الشخص الذي يعاني من عواطف شديدة إلى أن يكون أكثر تقبلاً للأفكار وبالتالي سهل التأثر. في العموم القابلية تقل للإيحاء مع التقدم في العمر. ولقد رجع علماء النفس أن مستويات الأفراد المختلفة  من الحزم واحترام الذات تجعل هناك أشخاصا أكثر قابلية للإيحاء من أخرين، وقد أدى ذلك الأكتشاف الي مفهوم تصنيف القابلية للإيحاء.

## التعريف
لم تنجح محاولات الوصول إلي تعريف شامل «للإيحاء»، وذلك لعدم قدرة الاختبارات الموجودة حاليًا على التفرقة بقدرٍ كاف بين الاختلافات بين الانواع المعروفة «للإيحاء» التي هي
-التأثر عبر التواصل مع الآخرين أو التوقع مثل ردود الأفعال المتعارف عليها أو التي تم تجربتها ذاتيًا بدون إرداة كما الأفعال التلقائية.
-تَعمُد استخدام مخيله شخص ما أو توظيف استراتيجيات لإحداث تأثير ما (حتى إن تم تفسيرها على أنها تلقائية) كنتيجة لتواصل أو توقع معين.
-القدرة على تقبل ما يقوله الناس بوعي، لكن بدون تمييز، وان تؤمن أو تتقبل سرًا ما تم قوله.
-أن تتفق علانًا مع توقعات أو وجهات نظر الأخرين، بدون وجود تقبل شخصي ملائم أو تجربة ذاتية، بحيث يظهر الامتثال السلوكي بدون وجود قبول أو ايمان شخصي.
وكانت وجهة نظر واغستاف أن "هذا بسبب أن الاستجابة الحقيقة للإيحاء، هي لا تتم بواسطة أي نوع من الأرادة الشخصية، لكن بدلًا من ذلك هو فعلًا استجابه لا إرداية، من الممكن أيضا انه قد تم جلبها رغمًا عن ارادته" والفئة الأولى حقًا تُجسد النطاق الحقيقي للإيحاء باستخدام التنويم المغناطيسي.
أصبحت مقاييس التقارير الذاتية للإيحاء متاحة منذ عام 2004، مما أتاح الفرصة لعزل ودراسة تعريف شامل للإيحاء.

## أمثلة
يمكن رؤية أثر الإيحاء في حياة البشر اليومية.
- شاهد شخص ما جدالًا بعد المدرسة، وعندما سُئل لاحقا عن هذا «الشجار الضخم» الذي حدث، قام باسترجاع ذاكرته، لكنه بدون دراية قام بتحريف بعضها باضافة افتراءات مبالغ فيها، هذا لأنه الآن يفكر في الحدث على أساس انه «خلاف ضخم» بدلًا من جدال بسيط.
- أُخبر أطفال انهم مغنين جيدين بواسطه اهاليهم، وبالتالي أصبحوا مؤمنين أنهم موهوبين في حين ان أهاليهم قد قاموا بتشجيعهم على نحو زائف.
- يٌمكن أن يخدع معلم الفصل طلاب الطب النفسي بقوله:«الإيحاء هو تحريف في الذاكرة عن طريق اقتراحات أو معلومات خطأ، صحيح،» من المُرجح أن غالبية طلاب الفصل سيوافقوه الرأي لانه المدرس وما يقوله يبدو صحيحًا. ومع ذلك فإن المصطلح الصحيح هو تأثير التضليل.

على الرغم من ذلك، يمكن أن يُرى الإيحاء في الحالات القصوى، ويمكن أن يترتب عليه تتابعات سلبيه:
- شهادة الشهود العيان ممكن أن يتم تحريفها بسبب ان الضابط أو المحامين قاموا باقتراحات في خلاص الاستجواب، والذي يتسبب في تشويه ملاحظاتهم الغير دقيقة في الأصل.
- كانت تعاني فتاة صغيره من الصداع النصفي الذي سبب لها الأرق والاكتئاب. قام الطبيب الخاص بها-الذي كان متخصصًا في حالات اساءة معاملة الأطفال-بسؤالها تكرارًا ما إذا قام والدها بالاعتداء الجنسي عليها من قبل. هذا الاقتراح جعل الفتاة تقوم باصطناع ذكريات التحرش والدها بها، والذي قادها أن يتم وضعها في دار للرعاية وتم مقاضاة والدها على محاولة الاعتداء على الأطفال.[1]

## التنويم المغناطيسي
يُعتبر الإيحاء عن طريق التنويم المغناطيسي خاصية فردية حيث أن المتغيرات الفردية المختلفة تعكس القابلية للاستجابة للتنويم المغناطيسي أو الإيحاء بالتنويم. حيث اظهرت الأبحاث التي لديها مقاييس ثابتة نحو الإيحاء بالتنويم أن هناك اختلافات فردية تؤثر في المتغيرات.
مدى استجابة شخص ما للإيحاء من عدمه له تداعيات كبيرة في البحث العلمي عن التنويم المغناطيسي والظواهر التابعة له. يعمل معظم المعالجين بالتنويم المغناطيسي والاكاديميين في مجال هذا البحث من منطلق أن قابلية الفرد للتنويم هو عامل لإنجاح عملية التنويم المغناطيسي. والذي يعني أن، عمق التنويم الذي يصله شخص ما في نطاق معين مع معالج معالج ومجموعة خاصة به من معتقداته، وتوقعاته والتعليمات الموجهة أثناء الجلسة يختلف باختلاف اللأشخاص.
عَرّف دكتور جون كابس 1925- 2002 ثلاثة أنواع مختلفة من الإيحاء التي حسنت من التنويم المغناطيسي:
الإيحاء العاطفي - هو تصرف أو فعل ايحائي يتميز بدرجة عالية من الاستجابة التي تؤثر على العواطف وتحد من استجابة الجسم الحركية، عادة ما يكون مصوحبًا بنوم غير عميق. ولذلك تلك الإيحاءات العاطفية يتم تعلمها  عن طريق الاستدلال أكثر من الاقتراحات الموجهة والحرفية.
الإيحاء الجسدي: هو تصرف أو فعل ايحائي يتميز بدرجه عالية من الاستجابة للاقتراحات الحرفية التي تؤثر على الجسد، وتحد من الاستجابات العاطفية في العادة تكون مصحوبه ب مراحل نوم شبه عميقة.
الإيحاء الذهني: النوع من التنويم الإيحائي الذي يخاف فيه الفرد من تحكم المُعالج ويحاول أن يحلل ويرفض ويفسر كل شئ يقوله المُعالج. في هذا النوع يجب على المُعالج أن يعطيه تفسيرات منطقية لكل اقتراح أن يسمح للشخص أن يشعر بأنه هو المتحكم في التنويم المغناطيسي.
بالرغم من ذلك، فإنه مازال من غير الواضح ماهية الإيحاء الحقيقية. حيث أنه يعتبر متغيرًا غير قابل للجدل والعامل الأكثر صعوبة في التحكم والقياس أيضًا.
الذي لم يتم الاتفاق عليه هو سواء كان الإيحاء:
-تفصيل ثابت ودائم في الصفات أو الشخصية.
- خلل نفسي  جيني أو كميائي.
- هو اساس أو عَرض نتيجة قابلية معينة.
- هي مهاره متعلمة أو عادة مكتسبة.
- مرادف آخر لخاصية التعلم.
- نتيجة لا يمكن تفاديها من اكتساب لغة أو شعور بالشفقة.
- مصطلح متحيز يدفع شخص لمقاومة التعرف على أفكار ومبادئ خارجية جديدة.
- علاقه تكافلية متبادلة للآخرين مثل منطق الأفارقة من أوبونتو.
- مُتعلقة بكمية التعاطف والتواصل مع الآخرين.
- عقل الأنثى / صفات النصف الأيسر من المخ من التعليقات أو جمع دلالات غير قابله للنقاش بسبب للتحيز للجنس من قبل ذكر مسيطر أو مجتمع علمي.
- هي مشكلة في ذوق المستمع بينه وبين المعالج أو مدى قابلية المستمع لاستخدام افكار المعالج.
- أن تكون مهاره أو خلل حيادي وعالمي.

نظريًا، القابلية للتنويم عرفت دائمًا بأنهه زيادة في تقبل الإيحاء الناتج عن التنويم المغناطيسي. عمليًا، يتم قياس القابلية للتنويم عن طريق الاستجاية للإيحاء بعد بدء عملية التنويم. تشير البيانات إلي أن هذه تيتبر بنيات مختلفة. على الرغم من أن إحداث التنويم يزيد من الإيحاء بدرجه كبيرة، وتُقرب العلاقة بين الإيحاء بالتنويم والإيحاء بدون التنويم أكثر معاملات دقة ما يسمى بمقياس القابلية للتنويم المغناطيسي. هذا يدل على أن استخدام مقاييس التنويم بالإيحاء لقياس ايحاءات اليقظة أفضل من استخدامها لقياس القابلية للتنويم.
الأبحاث الموجوجة عن ظاهرة التنويم تشمل تجارب محكمة  وعشوائيه تدعم كفاءة وشرعيه العلاج بالتنويم. ولكن لا يمكن قياس قابلية الفرد للاستجابة للإيحاء بدون وجود تعريف واضح لمبدأ الإيحاء الذي يتم دراسته. مما يجعل النتائج العلاجية مستحيله التوقع.
علاوة على ذلك، هذا يفسر التأخر في تحسين بروتوكول العلاج بالتنويم. في تلك النقطة الاخيرة، يجب أن يتم التوضيح أن هناك طرق اقناع أكثر فعالية من طرق أخرى، أكثر الطرق فعالية وواقعية مع الأفراد هي أن يتم إضافة طابع شخصي للعملية عن طريق معرفة دوافعهم، تعلمهم، تصرفاتهم وعواطفهم. يوجد قليل من المعالجين الذين لا ياخذون التاريخ المرضي من العملاء الذين يعملون معهم.
التنويم نادرًا ما يكون «نازع من الدوافع». غابًا ما يشعر الناس براحه أكبر عند اعطائهم مقنرحات ايجابية في اطار العمل لذلك يمكننا أن نفهم ذلك بطريقة أفضل.
عمليًا، لا يقاوم معظم الناس أفكار عن التفائل أو وجهات نظر جديدة إذا كانت:
ا- تتفق مع افكار أخرى موجودة بالفعل.
ب- تتوافق مع نمط اختيار القرارات المفضل.
ت-ترضي هوايتنا الذاتيه للحد الذي نقبل به.
ج- تحتوي على تحفيزات إيجابية اكتر من سلبية تجاه اشياء جيدة بدلًا من الابتعاد عن الأشياء السيئه.
ح- تُقترح بطريقة تعكس مجموعة الاحاسيس التي يمر بها المرء في حياته، مما يجعله أسهل للإيحاء أن يبدو أكثر منطقية كما في البرمجة اللغوية العصبية.

### الحكم الذاتي
لقد كان الاختلاف في الإيحاء محل اهتمام الفلاسفة الإغريق أيضًا. فلقد كان لأرسطو نهج لا مبالٍ فيها «أكثر العقول ذكاءًا هي التي تستطيع الاستمتاع بفكرة ما وليس بالضرورة أن تصدقها»
هذا له وقع أكثر دقة من خبرات المعالجين بالتنويم المغناطيسي. فعندما يكون الشخص منغمسًا في الكلمات الملهمة لأحدهم عندما يقومون بالتعبير عن أفكارهم، فاهتمام هذا الشخص يكون بسبب منطقية الكلام أو جماله أو لتعبيره عن خبرات أو دوافع شخصية. يكون التفكير النقدي في أثناء هذه الحالة الانتقالية المدبرة بواسطة المعالجين أقل نشاطًا عندما تكون هناك أشياء أقل لأنتقادها بأية حال.
فغالبًا ما تكون «يجب تصديق ذلك» هي المشكلة، لأن هذا التصور للإيحاء يقوم بتحويل الحكم الذاتي لمعتقد ما إلي فكرة وكيفية القيام بها.

### قابلية التأثير
تقوم وسائل الاعلام المشهورة باستخدام لفظي «سهل التأثر» و «سريع التأثر» بالتبادل، بمرجعية مدى استجابة الشخص لمقترح ما. ولكن اللفظان غير مترادفين لأن مصطلح «سريع التأثر» يتضمن بداخله تحيز لا واعي علي عكس مصطلح «سهل التأثر».
يصف مصطلح «الإيحاء» الأبحاث العلمية والدراسات الاكاديمية ظاهرة أو حالة نفسية واحيانًا جسدية. وهذا يختلف تمامًا مع مصطلح «سريع التأثر». يحتوي كلا المصطلحين على دلالات سلبية خاطئة غير متعلقة بمعنى الكلمات نفسها.
فلا يعني كونك «سريع التأثر» أنك ساذج. فمصطلح ساذج هو متعلق بوجود حقيقة ملموسة يلاحظها أي شخص مما يتنافي مع مصطلح سريع التأثر.
يقلق بعض المعالجين من الاعتراض علي الإيحاء قبل بدء العلاج. ذلك لأن البعض يعتقد أن هناك ارادة منطقية وراء المعتقدات حتى مع وجود أسباب منطقية أخرى لأقناعك بغير ذلك. يمكن أيرى ذلك في السجلات لحالات التنويم الجماعي عندما لم يكن هناك قمع للاعلام.
يدل مصطلح «سريع التأثر» الضعف أو الخوف من أن الشخص سيصبح ضحية وعليه الدفاع عن نفسه. هذا مؤيد عند الرجوع إلى أصل الاشتقاق اللاتيني للمصطلح. فلديه تأثير سلبي على التوفعات وتعتبر بحد ذاتها اقتراحات منومة. تتضمن الاقتراحات المنومة مصطلحات وتعابير لفهم هذا المفهوم من ضمنها جعل احاسيس غير موضوعية تصبح منطقية، أو اطار للرد المناسب. يمكننا التعبير عن ذلك بأنه إذا اردت أن تفهم لفظ ارهاب فعليك معرفة مفهوم الذعر ومن ثم تقوم بتطبيقه على الجملة المعنية.

### اكتساب اللغة
يجب ادراك الكلام اولًا قبل القيام بأي فعل، لأنه يجب أن تكون المفاهيم موجودة في عقولنا. فإما أن يكونوا مقترحين من العقل نفسه أو كنتيجة لمقترح تم تقديمه من الخارج.
يمكن أن يقود المقترح إلى ملاحظة مفاهيم جديدة، التركيز على منطقة معينة من العالم، تقديم وجهات نظر جديدة يمكن أن تؤثر على اختيارات الشخص في المستقبل، تحفيز أفعال تلقائية (مثل تبادل الابتسامة)، أو تشير إلى فعل معين. في التنويم المغناطيسي تُقترح التجربة التي يريد العميل المرور بها بتملق وعجلة ويتم تفصيلها تبعًا لدوافع العميل الشخصية.

### التجربة العامة للمقترحات
المقترحات ليست بالضرورة مسموعة أو مقروءة. فيعتبر كل من الابتسامة والتحديق والغمز والمعطف الابيض للعالم مقترح يدل على ما هو أبعد من الفعل اللحظي. حيث يستخدم المعالج تقنيات تعتمد على ردود الافعال الغرائزية تلك ويغير كيفية استجابتنا للحظة معينة. وسيقوم المعالج خلال جلسة العلاج بتقيم هذا الأفعال والعقائد الادراكية واكتشاف أي معتقدات للتقليل من النفس.
يمكن وصف الوجود تحت تأثير الإيحاء بأنه اظهار للامتثال السلوكي بدون وجود قبول أو معتقد ذاتي. والتي تعتبر أفعالًا متنافية مع طبيعة الفرد وارادته الشخصية. ويمكن أن يمنع ذلك التأثير الذاتي أو الدوافع الذاتية للشخص. ويمكن أن تحل محل العواطف مع وجود نتائج منتقاه بمنطقية.

### التجربية ضد السريرية
يختلف تطبيق التنويم على نحو واسع ويمكن تقسيم الاستجابة للإيحاء إلى قسمين رئيسيين هما
- التنويم التجريبي: هو استخدام الإيحاء التجريبي علي طريقة «ماذا سيفعل الأشخاص في تجربتي عندما أقوم باعطائهم مقترح معياري س مع وضعهم تحت نفس الظروف؟» بمعنى أنه يتم اعطاء مقترح معين والنظر إلي طريقة الاستجابة له.
- التنويم السريري: هو استخدام الإيحاء السريري علي طريقة سؤال موجه «ماذا يجب أن أقول لهذا الشخص المحدد في هذه الظروف الخاصة لأجعله يحقق هدفي ص؟» بمعنى أنه يتم اعطاء نتيجة معينة والبحث عن المقترح المناسب لها.

## التفسيرات المستقلة للاستجابة للتنويم المغناطيسي
وفقًا لبعض التفسيرات النظرية للاستجابة للتنويم المعغناطيسي مثل نظرية لعب الادوار لنيكولاس سبانسوس، فإن الاشخاص تحت تأثير التنويم لا يدخولون في حالة عقلية أو فيسيولوجية مختلفة ولكنهم ببساطة يتصرفون تبعًا للضغط الاجتماعي وبالتالي فإن الامتثال أسهل بالنسبة لهم من المعارضة. في حين أن هذا التصور لا يتعارض مع أن الاشخاص تحت تأثير التنويم يجربون حقًا تأثيرات المقترحات، ولكنه يؤكد أن آلية حدوث ذلك هي جزئيًا موجهة اجتماعيًا بدلًا من أنها بسبب تغير في درجة الوعي.

## الطفل
لدى الأطفال عقول نامية تمتلئ دائمًا بمعلومات جديدة من مصادلر مختلفة حولهم. ويٌعرضهم ذلك لمستويات اعلي من التأثر بالإيحاء، ولذلك فإن الأطفال يُعتبرون مرشحين جيدين لدراسة تأثير الإيحاء. ولقد اكتشف الباحثون عوامل رئيسية داخلية وخاجية لها علاقة بتأثير الإيحاء على الأطفال.

### العوامل الداخلية
- العمر: لدى الأطفال قدرة ملحوظة لتذكر احداث حياتهم. فيعتبر الاختلاف الحقيقي المتعلق بالعمر وتأثيره على الإيحاء هو كمية التفاصيل المعطاة لحدث ما. فلدى الأطفال الأكبر سنًا ذاكرة تفصيلية أقوى. ويحتاج بعض الأطفال الأصغر سنًا مساعدة من البالغين لتذكر تفاصيل الاحداث السابقة.[8] وهنا تقع المشكلة فعندما يحاول الأطفال-واحيانًا البالغين- تذكر حدث ما فإنهم من الممكن أن يضيفوا إليه تفاصيل غير حقيقية من احداث أخرى مروا بها أو سمعوا عنها. يميل الأطفال خاصة الأصغر سنًا إلي إضافة تفاصيل مشابهة ولكنها غير متعلقة بالحدث الذي يتم تذكره مما يوضح أن للعمر تأثير ملحوظ على الإيحاء.
- المعرفة السابقة: كما ذُكر مُسبقًأ، فإن امتلاك معرفة سابقة متعلقة بالحدث يمكن أن يكون له تأثير كبير على استجابة الأطفال للإيحاء. فيمكن استخدام الخبرات السابقة لتساعد عملية الإيحاء في إعادة تشكيل ذاكرة سابقة أو حالية. فيمكن للمعرفة السابقة المساعدة حقًا في استعادة الذكريات بشكل جيد ولكنها يمكن أن ايضًا أن تساعد على اختلاق ذاكرة جديدة غير موجودة في الاساس. واظهرت الابحاث أن الأطفال الذين يكون لديهم معرفة سابقة باحداث مألوفة هم  أكثر عرضة أن يتذكروا أنها حدثت لهم بشكل شخصي.
- استخراج الجوهر: بالرغم من أن الأطفال يميلون إلى تذكر ذكريات خادعة لو أن لها علاقة بالاحداث الحالية فإنهم يمكن ايضًا أن يتذكروا ذكريات خادعة ليس لها علاقة بالحدث. أطلق العلماء على هذه الظاهرة اسم الجوهر العالمي، والتي تُظهر الراوابط بين احداث متعددة. سوف يتذكر الأطفال ذكريات خاطئة تتناسب مع الاحداث المحيطة بهم.

### العوامل الخارجية
- تحيز المُحاور: تحيز المُحاور هو رأيه المُسبق، والذي يعرضه خلال قيامه بالمقابلة وبالتالي فإنه يؤثر على نتيجة المقابلة. هذا يخدث عندما يقوم المحاور بتبني فرضية واحدة والتي تدعم وجهة نظره، ويقوم بتجاهل أي تفاصيل أخرى تعارض هذه الفرضية. فيصبح الهدف ليس الوصول للحقيقة وانما اثبات ما تم اعتقاده في الاصل. عادة ما يظهر تحيز المحاور عند محاولة الحصول على معلومات من الأطفال.
- الاسئلة المتكررة: تبين أن تكرر سؤال الأطفال نفس السؤال فإنهم سوف يقومون بتغير اجابتهم الأولى عليه خاصة في اسئلة الاثبات أو النفي. هذا ينبع من ايمان الأطفال بأنه لأن السؤال قد تكرر فإن اجابتهم الأولى كانت خاطئة.[9]
- نبرة صوت المُحاور: الأطفال حساسون جدًا لنبرات الصوت خاصة عمد القيام بمقابلة. فعندما توحي نبرة صوت المٌحاور بالاستجواب فإن الأطفال غالبًا سوف يقومون بتذكر احداث لم تحدث بالفعل للإجابة على السؤال. مثال على ذلك هو عند استخدام نبرة صوت توحي بالايجابية فإان الأطفال سوف يتذكرون تفاصيل أكثر عن الحدث. ولكن بالرغم من ذلك فإنها يمكن ايضًا أن تكون معلومات خاطئة لاسترضاء المحاور.
- تأثير الأقران: يتم تشويه ذاكرة الأطفال بدرجة كبيرة بسبب تأثير الأقران. ففي بعض الاحيان الأطفال الذين لم يكونوا موجوين في الحدث سوف يتذكروا أنهم شاهدوه. وقد جاءت تلك المعلومات بسبب تأثير الأقران عليهم.[10] من الممكن أن يتحدث اولئك الأطفال ذلك فقط ليشعروا بأنهم جزء من ذلك.
- تكرار المعلومات الخاطئة: تكرار المعلومات الخاطئة هو ببساطة عندما يقوم المحاور باعطاء تفاصيل غير صحيحة عن حدث ما. تستخدم هذه الطرقة في العديد من المقابلات وربما أكثر من مرة في المقابلة الواحدة. ولقد ظهر أن لها تأثير كبير على تذكر الأطفال لتفاصل الحدث، وفي النهائية سوف تظهر في شهادة الطفل عن حدث معين.

### الاحداث الشديدة
خلال الاحداث الشديدة مثل الاعتداء الجنسي، التوتر الشديد أو سوء المعاملة يكون الأطفال أكثر عرضة للتأثر بالإيحاء. من الممكن أن يقوم الطفل بتذكر شئ لم يحدث، أو أنهم مصابين بصدمة كبيرة تجعلهم غير راغبين في تذكر ما حدث فعلًا.
تم تنفيذ ابحاث قليلة عن تأثير المزاج القلق على صناعة أو تشويه أو استرجاع الذكريات  وتأثير هذا المزاج على الإيحاء. لم يتم تأثر الذكريات الغير معرضة لعملية الإيحاء ولكن تم لتأثير بشكل كبير على الذكريات التي تعرضت له. وهذا مثال بسيط على كيفية تأثير العواطف على مدى الاستجابة للإيحاء.
ومن الامثلة الأخرى أنه تم دراسة العلاقة بين الذاكرة والإيحاء والضغط النفسي والصدمات النفسية على مجموعة مكونة من 328 طفل تتراوح اعمارهم بين الثالثة والسادسة عشر تحت اشراف الطب الشرعي للاعتداءات والإهمال. فقد كانت الزيادة في العمر ودرجة الوعي مصاحبة بدقة أكبر في استرجاع المعلومات. بالإضافة إلى أن معدلات الكورتيزون واعراض الصدمة في الأطفال المعرضين للفصام كانت مصحوبة بزيادة الاستجابة للإيحاء. هذا يؤكد أن التجارب العصيبة أو الصدمات النفسية يمكن أن يتم التأثير عليها بالإيحاء.

## حالات أخرى
يُدعى أن الذين يعانون من اضطراب ما بعد الصدمة أو اضطراب الهوية التفارقي هم بشكل خاص سريعي التأثر. ففي حين أنه صحيح أن الذين يعانون من اضطراب الهوية التفارقي يميلون لأن يحرزوا نقاطًا أعلى في اختبارات القابلية للإيحاء فإنه لا توجد دراسات كافية لتأكيد ذلك الادعاء.
يعتبر الامتثال وسيكولوجية الحشود وظاهرة التفكير الجماعي من أنواع الإيحاء أيضًا.
وتتضمن الأمثلة الشائعة للتصرفات الإيحائية في الحياة اليومية التثاؤب المعدي ومتلازمة طالب الطب. يعتقد أيضًا أن الاستجابة الوهمية للأدوية تعتمد على مدى قابلية استجابة الفرد للإيحاء. فالأشخاس سريعي التأثر يميلون إلي الاستجابة إلي البدائل الطبية التي تعتمد ايمان المريض بالشفاء أكثر من آلية عمل هذه البدائل. يمكن تعزيز دراسات تأثير التدخلات الطبية عبر التحكم في مدى قابلية الأفراد للأيحاء. يُظهر بحث في كتاب القياسات الذهنية أنه لا يوجد اختبار لقيايس هذه الصفة النفسية. ويعتبر مقياس إمكانية جودجسون غير دقيق في هذه النقطة. وبالإضافة إلى التداعيات الصحية فإن الأشخاص سريعي التأثر يميلون لاتخاذ احكام خاطئة وقد يقعون فريسة للعلانات العاطفية بسبب عدم قدرتهم على التفكير المنطقي في المقترحات.